# Ricardo Jamin Vidal
Ricardo Tito Jamin Vidal (Mogpog, Marinduque, Govern insular de les illes Filipines, 6 de febrer de 1931 - Cebu, 18 d'octubre de 2017) fou un clergue cristià filipí, cardenal i arquebisbe emèrit de Cebu. El 15 d'octubre de 2010 el Papa Benet XVI acceptà la seva renúncia com a arquebisbe de Cebu, sent rellevat per José S. Palma, anterior arquebisbe de Palo el 13 de gener de 2011.

## Biografia
Nascut a Mogpog, Marinduque, fill de Faustino S. Vidal de Pila, Laguna i de Natividad Jamin de Mogpog, Marinduque, Estudià al seminari menor del Sant Rosari (avui de la Mare de Déu del Mont Carmel) a Sariaya, Quezon i al Seminari San Carlos de Makati City, Metro Manila. També estudià filosofia al Seminari de Sant Francesc de Sales, a Lipa City. Ordenat diaca el 24 de setembre de 1955 i prevere el 17 de març de 1956 a Lucena pel bisbe Alfredo Maria Aranda Obviar, Vidal va ser nomenat director espiritual del Seminari de la Mare de Déu del Mont Carmel de Sariaya, Quezon.

### Ministeri episcopal
Vidal va ser nomenat bisbe coadjutor de Malolos el 10 de setembre de 1971, va ser consagrat bisbe el 30 de novembre del mateix any per l'arquebisbe Carmine Rocco, nunci apostòlic a les Filipines. Menys de dos anys després va ser nomenat arquebisbe de Lipa pel Papa Pau VI. Al 1981 el Papa Joan Pau II nomenà Vidal arquebisbe coadjutor de Cebú, esdevenint-ne arquebisbe el 24 d'agost de 1982, succeint el cardenal Julio Rosales.
El cardenal Vidal va ser un col·laborador habitual del bisbe Teofilo Camomot. Vidal també ajudà a la fundació dels Catequistes Missioners de Santa Teresa.
Vidal va presidir la Conferència Episcopal Filipina (CBCP) entre 1986 i 1987, i esdevingué President de la Comissió Episcopal sobre el Clergat el 1989. Va ser nomenat coordinador de la Comissió Permanent de la Federació de Conferències Episcopals Asiàtiques entre 1985 i 1994. Delegat al Sínode de la Reconciliació (1983), al Sínode Extraordinari (1985), al Sínode de Preveres (1991), Sínode sobre la Vida Religiosa (1994) i President Delegat del Sínode de Laics (1989). També ha estat membre del Consell Permanent del Sínode entre 1989 i 1994. A la Cúria Pontifícia el cardenal Vidal és membre de la Congregació per a l'Evangelització dels Pobles, de la Congregació per a l'Educació Catòlica i del Consell Pontifici per a la Cura Pastoral dels Treballadors dels Serveis de Sanitat.

### Col·legi de cardenals
El 25 de maig de 1985 esdevingué cardenal, rebent el títol de cardenal prevere de Ss. Pietro e Paolo a Via Ostiense.
El cardenal Vidal va ser un dels cardenals electors que participaren en el conclave de 2005, on s'elegí el Papa Benet XVI, sent l'únic cardenal filipí en fer-ho, a causa del mal estat de salut del cardenal Jaime Sin.
La seva dimissió com a arquebisbe de Cebu va ser acceptada pel Papa Benet XVI el 15 d'octubre de 2010, sent succeït per l'arquebisbe José S. Palma de Palo, que va ser entronitzat el 13 de gener de 2011.
El 6 de febrer de 2011, en complir els 80 anys, esdevingué cardenal no elector.

## Lideratge de l'Església filipina
Vidal i l'arquebisbe de Manila, Jaime Cardinal Sin donà suport a la Revolució Filipina del Poder de la Gent de 1986. Com a arquebisbe de Cebú i president de la Conferència Episcopal de les Filipines, Vidal va portar la resta dels prelats de les Filipines i va fer una declaració conjunta contra el govern i el resultat de l'elecció anticipada.
El 1989 la Presidenta Corazon Aquino va demanar al cardenal que convencés el general José Comendador, que era favorable a les forces rebels que combatien el seu govern, a rendir-se pacíficament. La seva intervenció va evitar el que podria haver estat un cop sagnant.
El 2001, durant la Revolució del 2001 el cardenal Vidal va fer un pas cap endavant de nou i li va demanar al president Joseph Estrada que dimitís.
El 7 de desembre de 2010, el Senat de les Filipines va reconèixer a Cebú el seu servei mitjançant la Resolució del Senat N. 306: «Es resol pel Senat, en honor de Ricardo cardenal Vidal, Arquebisbe de Cebú, pel seu servei a la gent de Cebú, proporcionant lideratge espiritual i inspiració, per ajudar a la comunitat a evitar o sobreviure a diverses crisis i conflictes, sovint actuant com una manteniment de la pau i donant la veu de la moderació enmig d'enfrontaments punts de vista i interessos en els assumptes locals i nacionals.»
La Cambra de Representants també va mantenir el reconeixement a través de la Resolució 593. La província de Cebu donar el premi més important que una província podia donar, l'Ordre de Lapu-lapu. Les ciutats de Cebu i Talisay el van nomenr "fill adoptiu de la ciutat". El març de 2009, la Universitat de les Visayas li va concedir el títol de Doctor honoris causa en Humanitats.